# کری گردین
کری گردین (انگلیسی: Kerri Gardin؛ زادهٔ ۱۹ مهٔ ۱۹۸۴) بازیکن بسکتبال اهل ایالات متحده آمریکا است.